# Rigsby
Rigsby – wieś w Anglii, w Lincolnshire. Leży 46.2 km od Lincoln i 194.2 km od Londynu. Rigsby jest wspomniana w Domesday Book (1086) jako Richesbi/Rig(h)esbi.